# 亏损加仓
虧損加倉，又稱加倍投注、加倍押注法，是博弈論中，多次博弈中的一種策略。
第一次亏损后，在下次博弈中增加筹码，以期望第二次获益时，可以部分或全部补回第一次的损失。
如第二次也亏损，那就第三次投入比第二次再增加，增幅和策略有关。比如在押一元時輸了，那麼第二次就押兩元，如果再輸就加到至少四元，八元，十六元…，以此類推。這樣子理論上會在最後贏時至少獲得一元。但賭場也有限紅的方法來阻止賭客來無限加倍以讓莊家獲勝的概率提高。